# Ada Negri
Pour les articles homonymes, voir Negri.
Ada Negri (née le 3 février 1870 à Lodi en Lombardie et morte à Milan le 11 janvier 1945) est une poétesse italienne de la fin du XIXe et du début du XXe siècle.

## Biographie

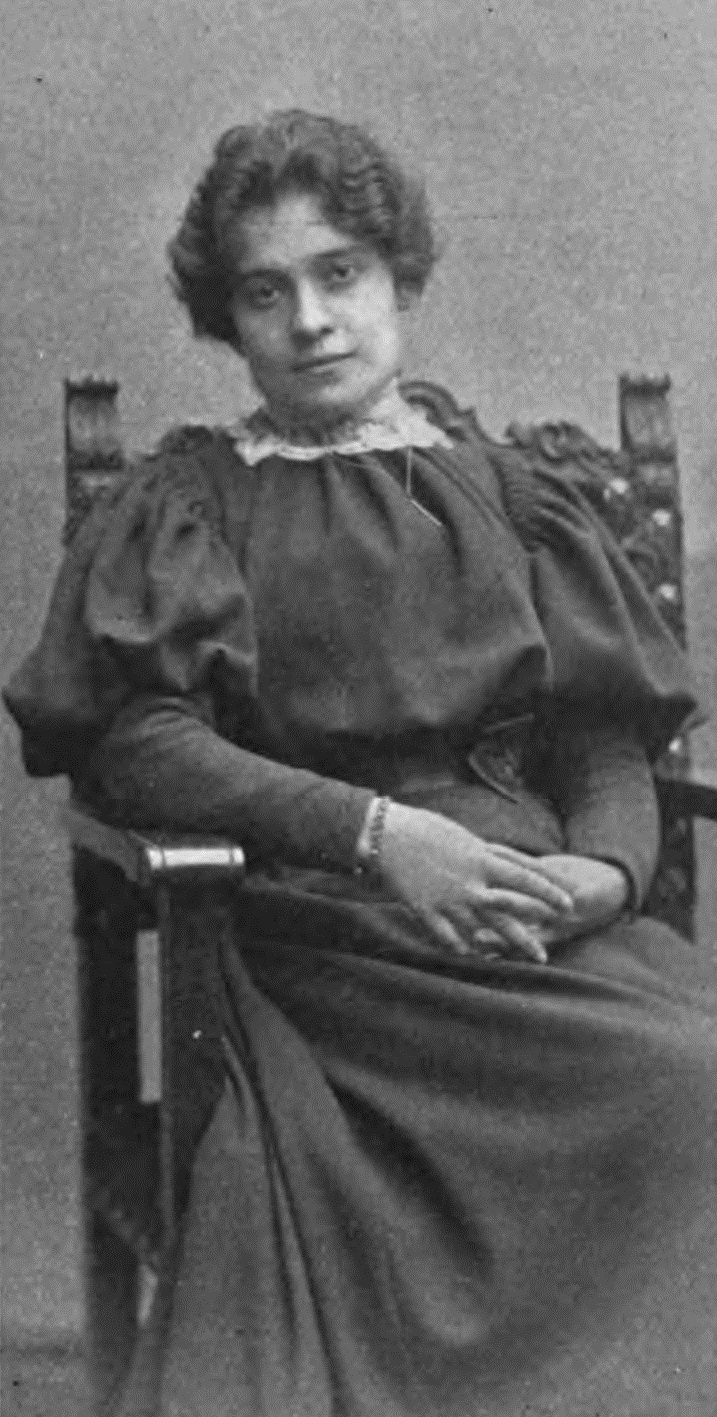
Ada Negri aux environs de 1902

Ada Negri a fait ses études à l'École normale des femmes de Lodi, d'où elle est sortie avec un diplôme d'enseignant en école primaire. Son premier emploi fut au Collège féminin de Codogno, en 1887, à l'âge de 17 ans. À partir de 1888, elle enseigne à l'école primaire à Motta Visconti, petite ville dans la province de Milan en Lombardie où elle a passé la période la plus heureuse de sa vie d'enseignante : c'est pendant cette période qu'elle commence à publier ses écrits dans un journal lombard, la Fanfulla de Lodi. Durant cette période, elle compose des poèmes qui furent publiés plus tard en 1892 dans Fatalité (it) : cette publication a connu un grand succès, permettant à Ada Negri d'acquérir une solide réputation. Consécutivement, elle reçut le titre de professeur et fut nommée à l'Institut supérieur Gaetana Agnesi de Milan. 
En 1894, elle remporte le Prix Giannina Milli. La même année, elle publie son deuxième recueil de poèmes, La Tempête, moins apprécié que Fatalità et qui dut faire face aux critiques de Luigi Pirandello.
En 1896, elle épouse dans un mariage précipité Giovanni Garlando, industriel du textile de Biella, avec lequel elle a eu sa fille Bianca qui lui a inspiré de nombreux poèmes, puis une autre fille, Victoria, morte à l'âge d'un mois. Dans cette période, sa poésie a considérablement changé : ses œuvres sont devenues très introspectives et autobiographiques.
À Milan en 1899, elle fait partie des fondatrices de l'Unione Femminile Nazionale, une organisation pour l'émancipation des femmes par l'acquisition des droits politiques, sociaux et civils. 
Elle se sépare de Giovanni Garlando en 1913, pour s'installer à Zurich, où elle reste jusqu'au début de la Première Guerre mondiale. Ses écrits d'exil à Zurich, publiés en 1914, sont autobiographiques. Elle publie en 1917 Le solitarie (Les solitaires), des histoires courtes centrées sur les femmes.
En 1931, elle reçoit le prix Mussolini pour son œuvre puis, sur la proposition du Duce lui-même, elle est en 1940 la première femme à entrer à l'Académie d'Italie. Elle n'a par ailleurs jamais caché sa proximité avec le régime de Mussolini.

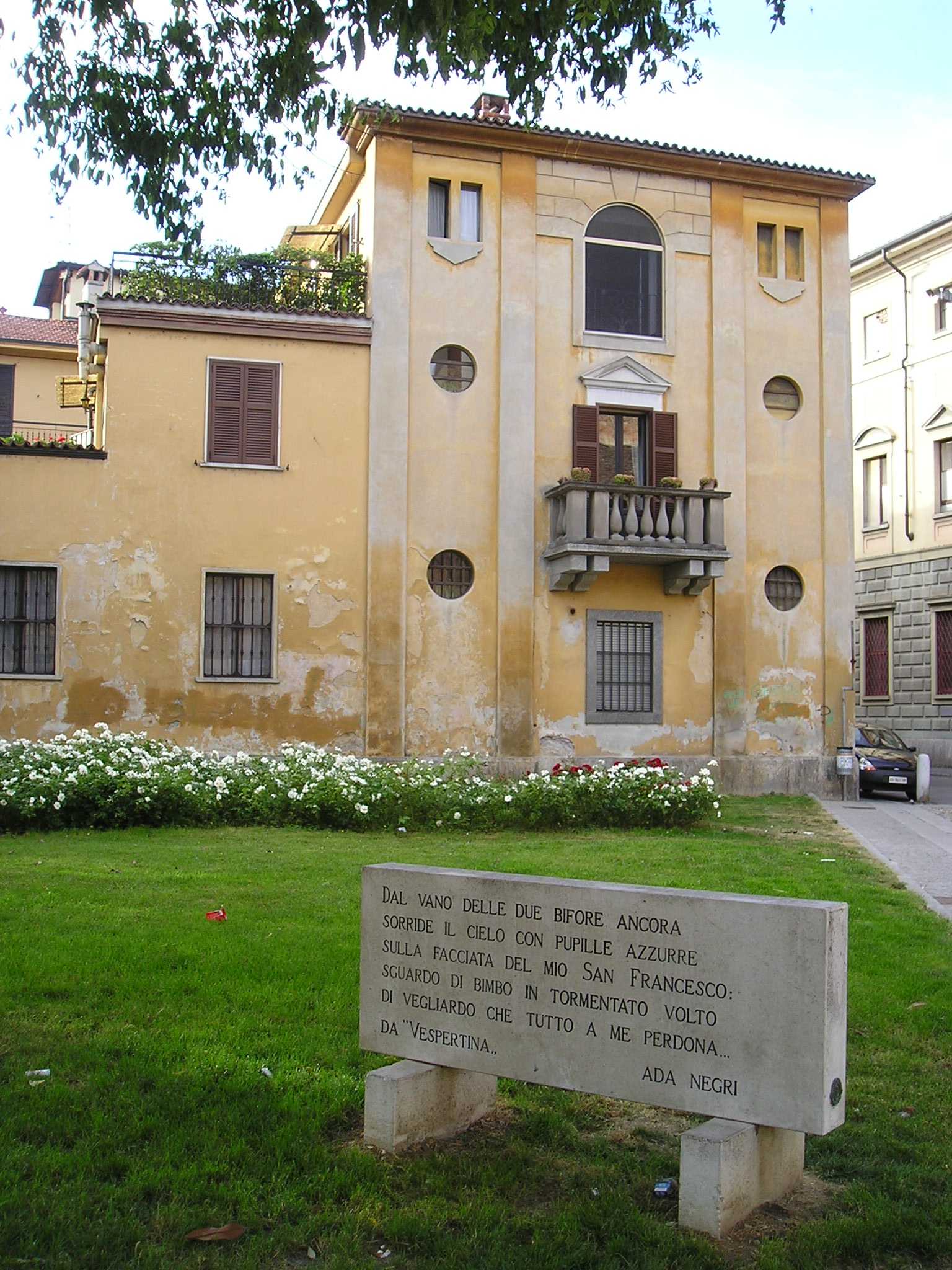
Monument à l'honneur d'Ada Negri sur la piazza Ospitale a Lodi.

## Influence

### Scolastique
- Dante Alighieri
- Giacomo Leopardi
- Homère
- Ugo Foscolo

## Personnelle
- Gabriele D'Annunzio : en matière de prose.
- Arnaldo Fusinato : poète, modèle sur la vie des femmes au XIXe siècle.
- Henrik Ibsen : modèle dramaturgique.
- Anna Kuliscioff : pour la politique de l'éducation.
- Mario Rapisardi : pour le mélange entre vie courante et art.
- Walt Whitman : pour la relation entre la nature et l'âme en poésie.

## Œuvres

### Poésie
- (it) Fatalità, Milan, Fratelli Treves, 1895    (Wikisource) (Fatalité), 1892
- Tempeste (Tempête), 1895
- Maternità (Maternité), 1904
- Dal Profondo (Des profondeurs), 1910
- Esilio, (Exil) 1914
- Orazioni (Oraisons), 1918
- Il libro di Mara (Le livre de Mara), 1919
- Api (Abeilles), 1919
- I canti dell´isola (Les chants de l'île), 1925
- Vespertina (Vespérale), 1930
- Il dono (le cadeau), 1936
- Fons amoris, 1946

### Fictions
- Les solitaires (it), 1917
- Stella mattutina (Étoile matinale), 1921
- Finestre alte (Fenêtres hautes), 1923
- Le strade (Les routes), 1926
- Sorelle (Les sœurs), 1929
- Di giorno in giorno (De jours en jours), 1936
- Erba sul sagrato (L'herbe dans le cimetière), 1939
- Oltre (Au-delà), 1947

### Traductions
- Il existe des traductions en allemand, anglais, bulgare, catalan, espagnol, grec, hollandais, japonais, roumain, russe, serbo-croate.

En français
- Fatalité, préface de Mel. Marnas, librairie Fischbacher, Paris, 1896
- Fatalità, traduction partielle par René Bazin, 1897[4],[5]
- Maternità, traduit par Mme J. Desmarès de Hill, Messein, 1907
- Il libro di Mara et I canti dell´isola, traduction partielle dans Anthologie de la poésie italienne contemporaine, Les Écrivains réunis, 1928
- Stella mattutina, traduction par Édouard et Jeanne Schneider, Stock, 1928
- Vespertina et Il dono, traduction partielle par Alfred Mortier et Armand Godoy
- Le strade, Sorelle, Di giorno in giorno, traduction partielle par E. Bestaux et L. Servicen dans Le Figaro
- Erba sul sagrato, traduction partielle dans La Phalange de Armand Godoy
- Sorelle, traduction partielle par Ricardo Cosi